# Zatoka Omańska
Zatoka Omańska (arab. خليج عمان Chalidż Uman, pers. دریای عمان Darya-ye Oman) – zatoka Oceanu Indyjskiego łącząca leżące na południe od niej Morze Arabskie z Zatoką Perską (poprzez cieśninę Ormuz). Nad zatoką leży stolica Omanu – Maskat. Na północnym wybrzeżu Zatoki Omańskiej znajduje się terytorium Iranu, a na południowym Omanu.
Zatoka ma 560 km długości i 320 km szerokości w najszerszym miejscu. Wiatry nad zatoką zmieniają się cyklicznie, w rytmie rocznym - od listopada do marca są stosunkowo słabe, nie utrudniając żeglugi. W lecie, od maja do września, wieją silne (często powyżej 7° w Beauforta, stałe wiatry z południowego zachodu, powodujące powstanie prądów morskich, krążących w zatoce zgodnie z kierunkiem ruchu wskazówek zegara. Powoduje to znaczące trudności dla żeglugi w lecie.
W zatoce występują cenne gospodarczo i obfite łowiska ryb, takich jak sardynki, makrele, tuńczyki i rekiny; rybactwo pozostaje istotnym elementem gospodarki ludzi żyjących na obu brzegach zatoki. Zatoka jest też od czasów wczesnohistorycznych istotną drogą morską, łączącą Afrykę, obszary nad Zatoka Perską (w tym Persję, Imperium Osmańskie) i Indie. Najważniejsze porty południowego wybrzeża to Suhar, Maskat i Sur w Omanie; porty te historycznie odgrywały ważną rolę w handlu międzynarodowym. Porty wybrzeża północnego, Czabahar i Dżask w Iranie, miały znaczenie lokalne.
Na omańskim wybrzeżu zatoki leżała prawdopodobnie bogata w miedź kraina Magan; za czasów achemenidzkich tereny nad zatoką znane były jako Maka.
W okresie sasanidzkim obszar wokół zatoki był perską prowincją Mazun, a mieszkańcy omańskiego wybrzeża służyli w perskiej flocie. Po podboju arabskim, a w szczególności po powstaniu imperium Abbasydów południowe wybrzeże zatoki ponownie zaczęło odgrywać ważną rolę. Geograficznie jest to ostatnie miejsce, gdzie można było nabrać słodkiej wody przed podróżą do Indii. Wymiana handlowa była ważna tak dla bogacących się kupców, których statki przewoziły znaczne ilości frachtu, jak i dla lokalnej, uboższej społeczności. Ryż z Indii, wymieniany za perły, suszone ryby i owoce (m.in. daktyle) ułatwiały przetrwanie w surowym klimacie tego obszaru. Najważniejszym ówcześnie portem był Suhar, nazywany podówczas Mazun (nazwa ta pojawia się też w źródłach chińskich jako Moxun). W XIII w. znaczenie portów południowego wybrzeża zmalało, a wzrosło Ormuzu, który dominował nawet gdy w końcu XV w. handel na południowym wybrzeżu znów nieco ożył.